# Ael·lo
Ael·lo (en grec antic Ἀελλώ, "ràfega", "borrasca") va ser, segons la mitologia grega, una de les harpies, les filles de Taumant, un déu marí fill de Pontos, i de l'oceànide Electra. Higí li dona el nom d'Aèlopo.
Hesíode en parla a la Teogonia, i diu que sempre anava amb la seva germana Ocípete, reduint a dues el nombre d'harpies, quan altres tradicions parlen de quatre. Ael·lo era l'enviada dels déus per a fer complir les penes imposades als delictes dels mortals, fins i tot usant la violència. La seva identificació amb el vent tempestuós fa que Ael·lo s'incorpori a les llegendes dels mariners, que deien que desencadenava les tempestes. La tradició més freqüent diu que era un ocell bellíssim amb cap de dona i unes urpes capaces d'emportar-s'ho tot. Raptava els nens i les dones velles i les portava a l'Hades. També portava el nom de Nicótoe.